# Pseudoneureclipsis malaleel
Pseudoneureclipsis malaleel är en nattsländeart som beskrevs av Malicky 1993. Pseudoneureclipsis malaleel ingår i släktet Pseudoneureclipsis och familjen fångstnätnattsländor. Inga underarter finns listade i Catalogue of Life.